# Espin (Mondkrater)
Espin ist ein Mondkrater auf der Mondrückseite, knapp unterhalb der nordöstlichen Sichtbarkeitsgrenze, das heißt auch bei günstiger Libration kann er von der Erde aus nicht beobachtet werden. Der Krater wurde von der IAU nach dem Astronomen Thomas Henry Espinell Compton Espin benannt.
| Buchstabe | Position            | Durchmesser | Link |
| --------- | ------------------- | ----------- | ---- |
| E         | 28,43° N, 111,58° O | 32 km       |      |

## Quelle
- Espin. Im Gazetteer of Planetary Nomenclature der IAU.